# Бабаево (станция)
Баба́ево — внеклассная участковая железнодорожная станция Волховстроевского региона Октябрьской железной дороги. Расположена в городе Бабаево на западе Вологодской области.
В направлении Санкт-Петербурга электрифицирована постоянным током 3 кВ, в направлении Череповца — переменным током 25 кВ; таким образом, является станцией стыкования.
Бабаево — одна из немногих крупных станций запада России, не имеющая прямого сообщения с Москвой.

## Поезда дальнего следования
По состоянию на декабрь 2018 года через станцию курсируют следующие поезда дальнего следования:
| № поезда                         | Маршрут движения                 | № поезда                         | Маршрут движения                 |
| Круглогодичное обращение поездов | Круглогодичное обращение поездов | Круглогодичное обращение поездов | Круглогодичное обращение поездов |
| -------------------------------- | -------------------------------- | -------------------------------- | -------------------------------- |
| 9                                | Архангельск — Санкт-Петербург    | 10                               | Санкт-Петербург — Архангельск    |
| 13 «Новокузнецк»                 | Новокузнецк — Санкт-Петербург    | 14 «Новокузнецк»                 | Санкт-Петербург — Новокузнецк    |
| 71 «Демидовский экспресс»        | Екатеринбург — Санкт-Петербург   | 72 «Демидовский экспресс»        | Санкт-Петербург — Екатеринбург   |
| 73                               | Тюмень — Санкт-Петербург         | 74                               | Санкт-Петербург — Тюмень         |
| 77                               | Воркута — Санкт-Петербург        | 78                               | Санкт-Петербург — Воркута        |
| 97                               | Микунь — Санкт-Петербург         | 98                               | Санкт-Петербург — Микунь         |
| 123                              | Киров — Санкт-Петербург          | 124                              | Санкт-Петербург — Киров          |
| 617 «Белые ночи»                 | Вологда — Санкт-Петербург        | 618 «Белые ночи»                 | Санкт-Петербург — Вологда        |
| Сезонное обращение поездов       |                                  |                                  |                                  |
| 191                              | Челябинск — Санкт-Петербург      | 192                              | Санкт-Петербург — Челябинск      |

## Пригородное сообщение
| Направление   | Пар в сутки     | Депо         | Тип состава |
| ------------- | --------------- | ------------ | ----------- |
| Волховстрой I | 1               | Металлострой | ЭТ2М        |
| Вологда I     | 1 (по выходным) | Данилов      | ЭД9М, ЭД9Т  |